# Olympische Jugend-Winterspiele 2024/Teilnehmer (Kasachstan)
| Gelbes Symbol für Goldmedaillen mit stilisierten Olympischen Ringen | Graues Symbol für Silbermedaillen mit stilisierten Olympischen Ringen | Braundes Symbol für Bronzemedaillen mit stilisierten Olympischen Ringen |
| ------------------------------------------------------------------- | --------------------------------------------------------------------- | ----------------------------------------------------------------------- |
| 1                                                                   | —                                                                     | 2                                                                       |

Kasachstan nahm an den Olympischen Jugend-Winterspielen 2024 in der südkoreanischen Provinz Gangwon mit 41 Athleten (27 Männer, 14 Frauen) teil.

## Medaillen

### Medaillenspiegel
| Rang   | Sportart    | Gold | Silber | Bronze | Gesamt |
| ------ | ----------- | ---- | ------ | ------ | ------ |
| 1      | Skispringen | 1    | —      | —      | 1      |
| 2      | Shorttrack  | —    | —      | 1      | 1      |
| 2      | Eishockey   | —    | —      | 1      | 1      |
| Gesamt | Gesamt      | 1    | —      | 2      | 3      |

### Medaillengewinner
| Name/n | Sportart    | Wettkampf     |
| --- | ----------- | ------------- |
| Gold |             |               |
| Ilja Misernych | Skispringen | Normalschanze |
| Bronze |             |               |
| Polina Omeltschuk | Shorttrack  | 1000 m        |
| Temırlan Aibolūly Beksultan Maqyş Arseni Kutschkowski Ädilhan Sattar Nikita Kulakow Matwei Reschetko Rasul Tūrsynov Arman Tölen Jahanger Tıleuhan Tair Bigarinov Jegor Krawtschenko Änuar Ahmejanov Roman Mitschurow | Eishockey   | 3×3 Männer    |

## Teilnehmer nach Sportart

### Biathlon
| Athleten                                                    | Wettbewerbe                           | Zeit        | Fehler         | Rang |
| ----------------------------------------------------------- | ------------------------------------- | ----------- | -------------- | ---- |
| Frauen                                                      |                                       |             |                |      |
| Alema Qarabaeva                                             | 6 km Sprint                           | 25:04,9 min | 5 (4+1)        | 57   |
| Alema Qarabaeva                                             | 10 km Einzel                          | 43:27,3 min | 4 (1+0+1+2)    | 36   |
| Ewelina Mesenzewa                                           | 6 km Sprint                           | 25:23,8 min | 7 (4+3)        | 62   |
| Ewelina Mesenzewa                                           | 10 km Einzel                          | 45:00,3 min | 8 (3+2+2+1)    | 57   |
| Marija Worobjewa                                            | 6 km Sprint                           | DNS         | DNS            | DNS  |
| Marija Worobjewa                                            | 10 km Einzel                          | 49:18,4 min | 9 (2+2+2+3)    | 82   |
| Männer                                                      |                                       |             |                |      |
| Iljas Chassenow                                             | 7,5 km Sprint                         | 26:38,9 min | 7 (4+3)        | 77   |
| Iljas Chassenow                                             | 12,5 km Einzel                        | 48:19,7 min | 7 (2+0+1+4)    | 42   |
| Anton Redkin                                                | 7,5 km Sprint                         | 23:16,2 min | 1 (1+0)        | 17   |
| Anton Redkin                                                | 12,5 km Einzel                        | 52:00,3 min | 9 (3+3+0+3)    | 72   |
| Kirill Sotow                                                | 7,5 km Sprint                         | 24:33,7 min | 3 (2+1)        | 48   |
| Kirill Sotow                                                | 12,5 km Einzel                        | 45:55,0 min | 3 (1+1+0+1)    | 23   |
| Mixed                                                       |                                       |             |                |      |
| Alema Qarabaeva Iljas Chassenow                             | Single-Mixed-Staffel (6 km + 7,5 km)  | 47:31,0 min | 0+7 (0+2 0+5)  | 10   |
| Alema Qarabaeva Ewelina Mesenzewa Anton Redkin Kirill Sotow | Mixed-Staffel (2 × 6 km + 2 × 7,5 km) | 1:23:56,5 h | 3+15 (3+6 0+9) | 11   |

### Curling
| Wettbewerb             | Mixed Doppel                                                          |
| ---------------------- | --------------------------------------------------------------------- |
| Athleten               | Merei Tastemir Ibragim Tastemir                                       |
| Vorrunde               | Österreich W:L Deutschland 4:8 Schweiz 1:9 Italien 10:2 Dänemark 3:15 |
| Viertelfinale          | ausgeschieden                                                         |
| Halbfinale             | ausgeschieden                                                         |
| Finale/Spiel um Bronze | ausgeschieden                                                         |
| Rang                   | 18                                                                    |

### Eishockey
| Wettbewerb      | 3×3 Männer |
| --------------- | --- |
| Athleten        | Temırlan Aibolūly Beksultan Maqyş Arseni Kutschkowski Ädilhan Sattar Nikita Kulakow Matwei Reschetko Rasul Tūrsynov Arman Tölen Jahanger Tıleuhan Tair Bigarinov Jegor Krawtschenko Änuar Ahmejanov Roman Mitschurow |
| Vorrunde        | Polen (18:8) Österreich (8:9) Lettland (11:15) Dänemark (6:8) Chinesisch Taipeh (14:2) Spanien (14:4) Großbritannien (22:13)                                                                                         |
| Halbfinale      | Lettland (5:19) |
| Spiel um Bronze | Österreich (6:5) |
| Rang            | Bronze |

### Eisschnelllauf
| Athleten            | Wettbewerb | Zeit        | Rang |
| ------------------- | ---------- | ----------- | ---- |
| Frauen              |            |             |      |
| Alina Schumekowa    | 500 m      | 41,193 s    | 10   |
| Alina Schumekowa    | 1500 m     | 2:09,27 min | 11   |
| Kristina Schumekowa | 500 m      | 40,89 s     | 07   |
| Kristina Schumekowa | 1500 m     | 2:06,47 min | 07   |
| Männer              |            |             |      |
| Ruslan Schanadilow  | 500 m      | 38,26 s     | 14   |
| Ruslan Schanadilow  | 1500 m     | 1:55,67 min | 08   |
| Michail Matrjuchin  | 500 m      | 39,56 s     | 18   |
| Michail Matrjuchin  | 1500 m     | 2:01,60 min | 17   |

| Athleten                               | Wettbewerb  | Halbfinale  | Halbfinale | Finale        | Finale        | Rang |
| Athleten                               | Wettbewerb  | Zeit        | Rang       | Zeit          | Rang          | Rang |
| -------------------------------------- | ----------- | ----------- | ---------- | ------------- | ------------- | ---- |
| Frauen                                 |             |             |            |               |               |      |
| Alina Schumekowa                       | Massenstart | 5:59,81 min | 5          | DSQ           | DSQ           | DSQ  |
| Kristina Schumekowa                    | Massenstart | 6:26,07 min | 7          | 5:58,38 min   | 12            | 12   |
| Männer                                 |             |             |            |               |               |      |
| Ruslan Schanadilow                     | Massenstart | 5:36,69 min | 8          | 5:31,80 min   | 11            | 11   |
| Michail Matrjuchin                     | Massenstart | 6:22,65 min | 9          | ausgeschieden | ausgeschieden | 18   |
| Mixed                                  |             |             |            |               |               |      |
| Ruslan Schanadilow Kristina Schumekowa | Staffel     | DSQ         | DSQ        | ausgeschieden | ausgeschieden |      |

### Freestyle-Skiing
| Athleten                         | Wettbewerb             | Gruppenphase | Gruppenphase | Achtelfinale | Achtelfinale | Achtelfinale | Viertelfinale | Viertelfinale | Viertelfinale | Halbfinale    | Halbfinale    | Halbfinale    | Finale/Kleines Finale | Finale/Kleines Finale | Finale/Kleines Finale | Rang |
| Athleten                         | Wettbewerb             | Punkte       | Rang         | Gegner       | Punkte       | Rang         | Gegner        | Punkte        | Rang          | Gegner        | Punkte        | Rang          | Gegner                | Punkte                | Rang                  | Rang |
| -------------------------------- | ---------------------- | ------------ | ------------ | ------------ | ------------ | ------------ | ------------- | ------------- | ------------- | ------------- | ------------- | ------------- | --------------------- | --------------------- | --------------------- | ---- |
| Frauen                           |                        |              |              |              |              |              |               |               |               |               |               |               |                       |                       |                       |      |
| Julija Feklistowa                | Dual Moguls            | 10           | 9            | —            | —            | —            | —             | —             | —             | ausgeschieden | ausgeschieden | ausgeschieden | ausgeschieden         | ausgeschieden         | ausgeschieden         | 9    |
| Männer                           |                        |              |              |              |              |              |               |               |               |               |               |               |                       |                       |                       |      |
| Denis Rastruba                   | Dual Moguls            | 10           | 10           | —            | —            | —            | —             | —             | —             | ausgeschieden | ausgeschieden | ausgeschieden | ausgeschieden         | ausgeschieden         | ausgeschieden         | 10   |
| Mixed                            |                        |              |              |              |              |              |               |               |               |               |               |               |                       |                       |                       |      |
| Julija Feklistowa Denis Rastruba | Mixed Team Dual Moguls | —            | —            | Joly / Gay   | 20           | 2            | ausgeschieden | ausgeschieden | ausgeschieden | ausgeschieden | ausgeschieden | ausgeschieden | ausgeschieden         | ausgeschieden         | ausgeschieden         | 12   |

### Shorttrack
| Athleten                                                                        | Wettbewerb | Vorläufe     | Vorläufe | Viertelfinale | Viertelfinale | Halbfinale    | Halbfinale    | Finale A/B             | Finale A/B    | Rang   |
| Athleten                                                                        | Wettbewerb | Zeit         | Rang     | Zeit          | Rang          | Zeit          | Rang          | Zeit                   | Rang          | Rang   |
| ------------------------------------------------------------------------------- | ---------- | ------------ | -------- | ------------- | ------------- | ------------- | ------------- | ---------------------- | ------------- | ------ |
| Frauen                                                                          |            |              |          |               |               |               |               |                        |               |        |
| Anastassija Astrachanzewa                                                       | 500 m      | 45,832 s     | 2        | 1:04,707 min  | 5             | ausgeschieden | ausgeschieden | ausgeschieden          | ausgeschieden | 18     |
| Anastassija Astrachanzewa                                                       | 1000 m     | 1:39,806 min | 1        | 1:37,164 min  | 4             | ausgeschieden | ausgeschieden | ausgeschieden          | ausgeschieden | 13     |
| Anastassija Astrachanzewa                                                       | 1500 m     | —            | —        | 2:38,781 min  | 2             | 2:26,914 min  | 3             | B-Finale:2:46,816 min  | 6             | 13     |
| Polina Omeltschuk                                                               | 500 m      | 45,230 s     | 1        | 45,062 s      | 3             | ausgeschieden | ausgeschieden | ausgeschieden          | ausgeschieden | 12     |
| Polina Omeltschuk                                                               | 1000 m     | 1:36,334 min | 1        | 1:33,253      | 3             | 1:32,918 min  | 2             | A-Finale: 1:41,600 min | 3             | Bronze |
| Polina Omeltschuk                                                               | 1500 m     | —            | —        | 2:33,959 min  | 3             | 2:26,749 min  | 2             | A-Finale: 2:43,162 min | 6             | 6      |
| Männer                                                                          |            |              |          |               |               |               |               |                        |               |        |
| Meiırjan Tölegen                                                                | 500 m      | 43,517 s     | 2        | 42,680 s      | 5             | ausgeschieden | ausgeschieden | ausgeschieden          | ausgeschieden | 19     |
| Meiırjan Tölegen                                                                | 1000 m     | 1:34,212 min | 4        | ausgeschieden | ausgeschieden | ausgeschieden | ausgeschieden | ausgeschieden          | ausgeschieden | 29     |
| Meiırjan Tölegen                                                                | 1500 m     | —            | —        | NT            | NT            | ausgeschieden | ausgeschieden | ausgeschieden          | ausgeschieden | NT     |
| Erasyl Şyngghyshan                                                              | 500 m      | 44,812 s     | 3        | ausgeschieden | ausgeschieden | ausgeschieden | ausgeschieden | ausgeschieden          | ausgeschieden | 26     |
| Erasyl Şyngghyshan                                                              | 1000 m     | 1:35,324 min | 4        | ausgeschieden | ausgeschieden | ausgeschieden | ausgeschieden | ausgeschieden          | ausgeschieden | 30     |
| Erasyl Şyngghyshan                                                              | 1500 m     | —            | —        | 2:24,126 min  | 4             | 2:41,421 min  | 5             | ausgeschieden          | ausgeschieden | 16     |
| Anastassija Astrachanzewa Polina Omeltschuk Meiırjan Tölegen Erasyl Şyngghyshan | Staffel    | —            | —        | —             | —             | PEN           | PEN           | ausgeschieden          | ausgeschieden | PEN    |

### Ski Alpin
| Athleten               | Wettbewerb         | Lauf 1  | Lauf 1 | Lauf 2  | Lauf 2 | Gesamt      | Gesamt |
| Athleten               | Wettbewerb         | Zeit    | Rang   | Zeit    | Rang   | Zeit        | Rang   |
| ---------------------- | ------------------ | ------- | ------ | ------- | ------ | ----------- | ------ |
| Frauen                 |                    |         |        |         |        |             |        |
| Alexandra Skorochodowa | Super-G            | —       | —      | —       | —      | 55,71 s     | 18     |
| Alexandra Skorochodowa | Alpine Kombination | 58,68 s | 42     | DNF     | DNF    | DNF         | DNF    |
| Alexandra Skorochodowa | Riesenslalom       | 49,71 s | 9      | 52,80 s | 4      | 1:42,51 min | 5      |
| Alexandra Skorochodowa | Slalom             | 50,84 s | 8      | 49,50 s | 14     | 1:40,34 min | 9      |
| Männer                 |                    |         |        |         |        |             |        |
| Rostislaw Chochlow     | Super-G            | —       | —      | —       | —      | 59,54 s     | 45     |
| Rostislaw Chochlow     | Alpine Kombination | 57,96 s | 18     | 52,52 s | 8      | 1:50,48 min | 10     |
| Rostislaw Chochlow     | Riesenslalom       | 53,36 s | 44     | 48,75 s | 31     | 1:42,11 min | 33     |
| Rostislaw Chochlow     | Slalom             | 50,35 s | 35     | 55,80 s | 19     | 1:46,38 min | 19     |

### Skilanglauf
| Athleten                                                               | Wettbewerbe      | Zeit        | Rang |
| ---------------------------------------------------------------------- | ---------------- | ----------- | ---- |
| Frauen                                                                 |                  |             |      |
| Milana Mamedowa                                                        | 7,5 km klassisch | 27:28,8 min | 52   |
| Wioletta Mitropolskaja                                                 | 7,5 km klassisch | 24:06,8 min | 25   |
| Männer                                                                 |                  |             |      |
| Berık Boranbaev                                                        | 7,5 km klassisch | 21:39,9 min | 35   |
| Äubäkır Totanov                                                        | 7,5 km klassisch | 21:59,7 min | 40   |
| Mixed                                                                  |                  |             |      |
| Milana Mamedowa Berık Boranbaev Wioletta Mitropolskaja Äubäkır Totanov | 4 × 5 km Staffel | 58:57,4 min | 16   |

| Athleten               | Wettbewerbe     | Qualifikation | Qualifikation | Viertelfinale | Viertelfinale | Halbfinale    | Halbfinale    | Finale        | Finale        | Rang |
| Athleten               | Wettbewerbe     | Zeit          | Rang          | Zeit          | Rang          | Zeit          | Rang          | Zeit          | Rang          | Rang |
| ---------------------- | --------------- | ------------- | ------------- | ------------- | ------------- | ------------- | ------------- | ------------- | ------------- | ---- |
| Frauen                 |                 |               |               |               |               |               |               |               |               |      |
| Milana Mamedowa        | Sprint Freistil | 4:13,16 min   | 56            | ausgeschieden | ausgeschieden | ausgeschieden | ausgeschieden | ausgeschieden | ausgeschieden | 56   |
| Wioletta Mitropolskaja | Sprint Freistil | 3:50,35 min   | 33            | ausgeschieden | ausgeschieden | ausgeschieden | ausgeschieden | ausgeschieden | ausgeschieden | 33   |
| Männer                 |                 |               |               |               |               |               |               |               |               |      |
| Berık Boranbaev        | Sprint Freistil | 3:10,43 min   | 22            | 3:07,01 min   | 5             | ausgeschieden | ausgeschieden | ausgeschieden | ausgeschieden | 22   |
| Äubäkır Totanov        | Sprint Freistil | 3:18,78 min   | 37            | ausgeschieden | ausgeschieden | ausgeschieden | ausgeschieden | ausgeschieden | ausgeschieden | 36   |

### Skispringen
| Athleten                                                            | Wettbewerb               | 1. Durchgang                 | 1. Durchgang | 1. Durchgang | 2. Durchgang                | 2. Durchgang | 2. Durchgang | Gesamt | Gesamt |
| Athleten                                                            | Wettbewerb               | Weite                        | Punkte       | Rang         | Weite                       | Punkte       | Rang         | Punkte | Rang   |
| ------------------------------------------------------------------- | ------------------------ | ---------------------------- | ------------ | ------------ | --------------------------- | ------------ | ------------ | ------ | ------ |
| Frauen                                                              |                          |                              |              |              |                             |              |              |        |        |
| Sofija Schischkina                                                  | Normalschanze            | 63,5 m                       | 20,1         | 28           | 65,0 m                      | 24,3         | 29           | 44,4   | 29     |
| Aljona Swiridenko                                                   | Normalschanze            | 66,5 m                       | 26,1         | 26           | 69,0 m                      | 27,8         | 28           | 53,9   | 27     |
| Männer                                                              |                          |                              |              |              |                             |              |              |        |        |
| Ilja Misernych                                                      | Normalschanze            | 103,5 m                      | 110,2        | 3            | 102,0 m                     | 103,8        | 3            | 214,0  | Gold   |
| Ilja Schilnikow                                                     | Normalschanze            | 81,0 m                       | 59,6         | 30           | 84,0 m                      | 64,8         | 25           | 124,4  | 30     |
| Mixed                                                               |                          |                              |              |              |                             |              |              |        |        |
| Sofija Schischkina Ilja Schilnikow Aljona Swiridenko Ilja Misernich | Normalschanze Mannschaft | 69,5 m 88,0 m 65,5 m 101,0 m | 249,1        | 13           | 65,5 m 80,0 m 64,0 m 99,5 m | 242,2        | 13           | 491,3  | 13     |